# Chłopomania

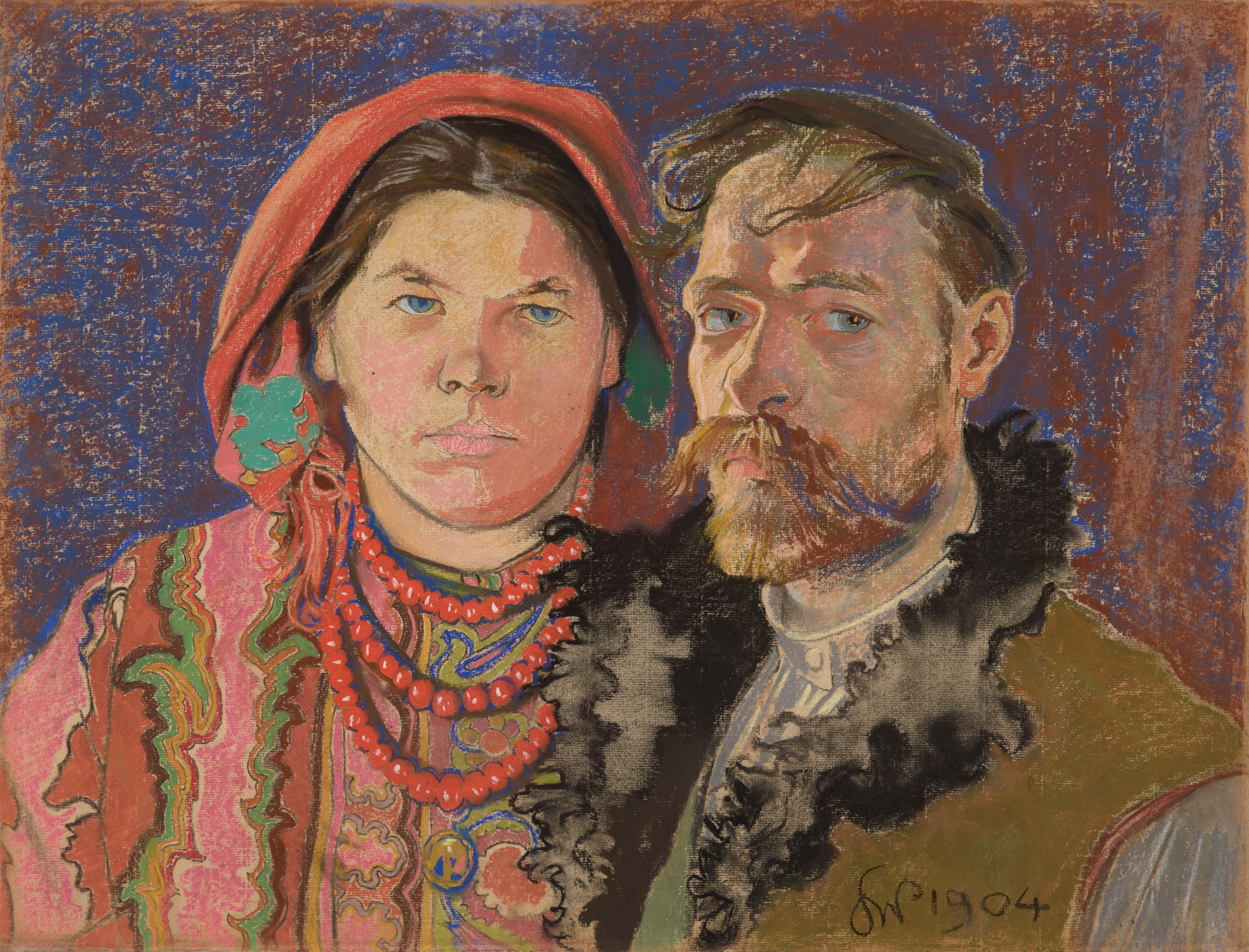
Portret Stanisława Wyspiańskiego z żoną Teofilią Pytko (pochodzenia chłopskiego), 1904

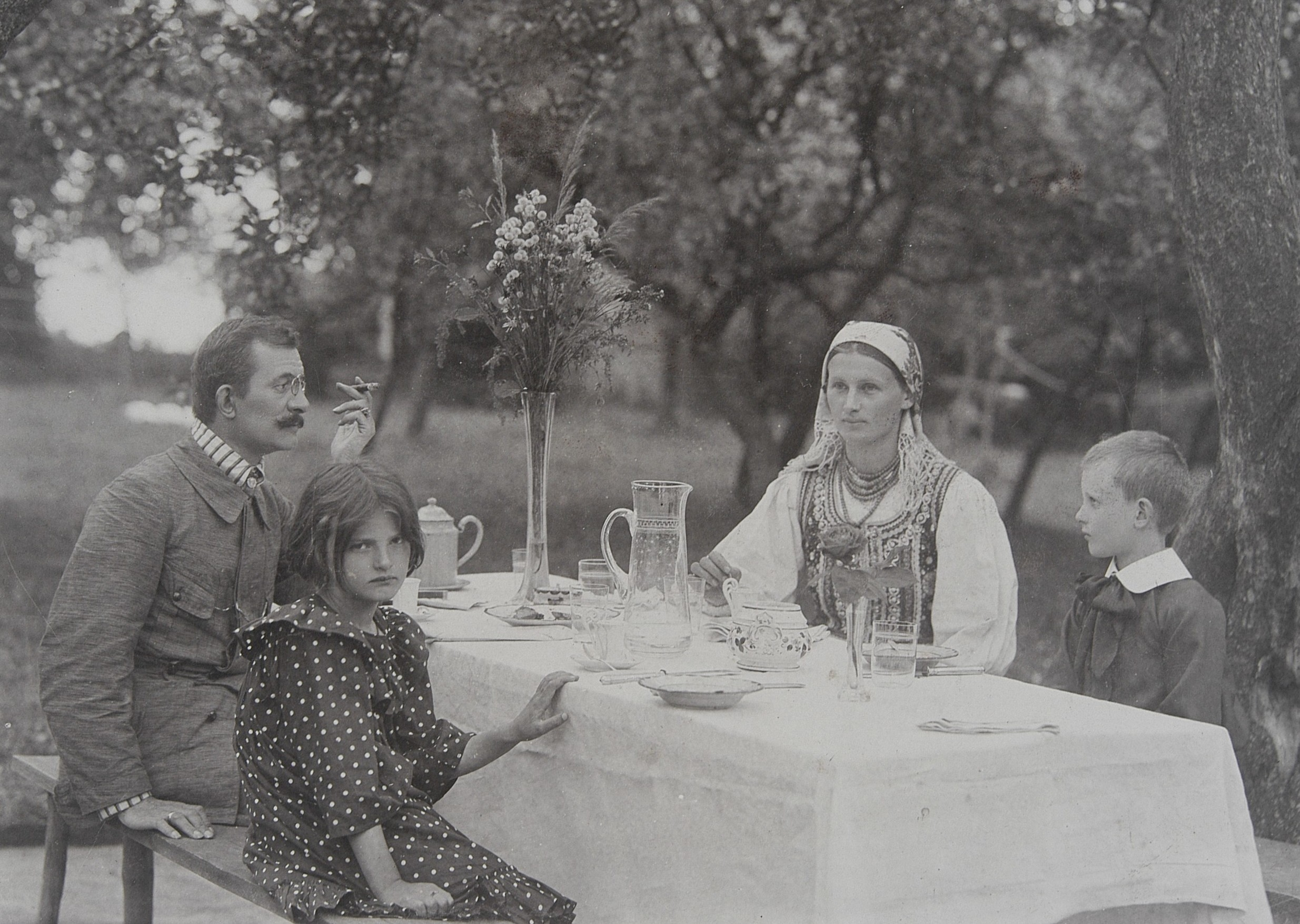
Lucjan Rydel z żoną Jadwigą Mikołajczyk (pochodzenia chłopskiego) i dziećmi na zdjęciu z ok. 1910 r.

Chłopomania – ludomania, w postaci zainteresowania życiem wsi i społeczności chłopskiej oraz nurt kulturalno-artystyczny, który pojawił się wśród inteligencji młodopolskiej i ukraińskiej w drugiej połowie XIX wieku.
Chłopomania charakteryzowała się fascynacją folklorem i codziennym życiem chłopów. Mężczyźni z inteligencji (Włodzimierz Przerwa-Tetmajer, Lucjan Rydel) często brali sobie za żony kobiety pochodzenia chłopskiego. Powodem owego zachwytu była wiara, że stagnacja, jaka opanowała środowisko inteligencji, oraz postępujący kryzys kulturowy spowodowane są życiem w mieście. Dlatego też postulowano powrót do natury, najlepiej na wieś, która miała być źródłem odnowy sił witalnych i artystycznych, nadwątlonych w wyniku dostosowania się do współczesnego trybu życia (np. w Weselu Stanisława Wyspiańskiego).

## Chłopomania na Ukrainie
W Imperium Rosyjskim na Prawobrzeżnej Ukrainie zjawisko to rozwinęło się najpełniej w latach 50. i 60. XIX wieku. Głównymi przedstawicielami tego ruchu byli: Wołodymyr Antonowycz, Tadej Rylski, Borys Poznanski, Kostiantyn Mychalczuk, Pawło Żytecki, Pawło Czubynski.